# Lubas
Lubas ou baluba são um grupo etno-linguístico do centro-sul da República Democrática do Congo, sobretudo em Catanga. Desenvolveram sua sociedade e cultura desde o século V, mais tarde progredindo a uma comunidade bem organizada na depressão Upemba conhecida como confederação luba. Sua sociedade consistiu em mineiros, marceneiros, artesãos, ceramistas, fundidores e pessoas de outras profissões.

## História
Evidências arqueológicas provam que os lubas tinham assentamentos ao redor dos lagos e pântanos da depressão Upemba no século V. A evidência sugere avançada sociedade da Idade do Ferro oriunda de vários locais que estão entre os registros arqueológicos mais avançados na África Central. A série Camilambiana, Quissaliana e Cabambiana foi datada do século V ao XIV, sugerindo uma estável cultura luba durante muitos séculos. Destes, a cerâmica e utensílios do Período Quissaliano (do século VIII ao XI) foram criados com extraordinária excelência. As descobertas datadas como pré-século VIII pelos modernos métodos de datação são objetos de cobre, ferro ou cerâmica. As técnicas para o trabalho com o metal incluíam puxar fios finos, os torcer, laminar e entrelaçar em formas complexas e bem projetadas, como colares, pulseiras e ganchos para pesca, agulhas para costura e afins.
Os lubas viviam em vilas, em casas feitas de cana e vime, e erigiam barragens e diques de cerca de dois metros (6 a 8 pés) usando lama, papiro e outra vegetação para melhorar as condições à agricultura e armazenar peixe à estação seca.